# Argyroeides boliviana
Argyroeides boliviana là một loài bướm đêm thuộc phân họ Arctiinae, họ Erebidae.